# Alfredo Nobre da Costa
Alfredo Jorge Nobre da Costa (ur. 10 września 1923 w Lizbonie, zm. 4 lutego 1996 tamże) – portugalski inżynier, przemysłowiec i polityk, minister, a w 1978 premier Portugalii.

## Życiorys
Z wykształcenia inżynier, absolwent Instituto Superior Técnico w ramach Universidade Técnica de Lisboa. Pracował na różnych stanowiskach w portugalskim przemyśle. Był m.in. dyrektorem przedsiębiorstwa EFACEC, a w 1972 został przewodniczącym rady dyrektorów w SACOR. Po rewolucji goździków był sekretarzem stan do spraw przemysłu ciężkiego w VI rządzie tymczasowym, a później ministrem przemysłu i technologii w I rządzie konstytucyjnym, którym kierował Mário Soares.
W sierpniu 1978 – po dymisji premiera i kilku nieudanych próbach utworzenia nowej rządowej koalicji – prezydent António Ramalho Eanes powołał go na premiera. Nowy rząd, będący III rządem konstytucyjnym i zarazem dziewiątym po rewolucji goździków, był ponadpartyjny, a jego skład odzwierciedlał ówczesny układ sił w Zgromadzeniu Republiki. Gabinet nie uzyskał poparcia w parlamencie, co doprowadziło do jego dymisji. Ponowny kryzys gabinetowy trwał dwa miesiące i zakończył się w listopadzie, kiedy to powstał rząd Carlosa Mota Pinto.
Alfredo Nobre da Costa powrócił do działalności menedżerskiej. Obejmował kierownicze funkcje w przedsiębiorstwach Celcat i EFACEC.
Odznaczony m.in. Orderem Chrystusa klasy III (1961) i I (1981).